# 马文珠
马文珠（1929年—），女，江苏南京人，中国心血管内科专家，曾任南京医科大学心血管病研究所所长、主任医师、教授、博士生导师，第八、九届全国政协委员。